# The Best of The Byrds: Greatest Hits, Volume II
The Best of The Byrds: Greatest Hits, Volume II è la seconda raccolta del gruppo folk rock statunitense The Byrds, pubblicata nel 1972.

## Tracce
1. Ballad of Easy Rider - 2:03 - (Roger McGuinn)
2. Wasn't Born to Follow - 2:00 - (Carole King/Gerry Goffin)
3. Jesus Is Just Alright - 2:09 - (A. Reynolds)
4. He Was a Friend of Mine - 2:32 - (Add. Lyrics: Roger McGuinn)
5. Chestnut Mare - 5:09 - (Roger McGuinn/Jacques Levy)
6. Tiffany Queen - 2:42 - (Roger McGuinn)
7. Drug Store Truck Drivin' Man - 3:52 - (Roger McGuinn/Gram Parsons)
8. You Ain't Going Nowhere - 2:35 - (Bob Dylan)
9. Citizen Kane - 2:33 - (Skip Battin/Kim Fowley)
10. I Wanna Grow up to Be a Politician - 2:03 - (Roger McGuinn)
11. America's Great National Pastime - 3:00 - (Skip Battin/Kim Fowley)

## Accoglienza
| Recensione               | Giudizio |
| ------------------------ | -------- |
| Allmusic                 | [ 1 ]    |
| Christgau's Record Guide | B        |

La reazione della stampa musicale alla compilation fu in gran parte tiepida, con Bud Scoppa della rivista Rolling Stone che scrisse criticando la selezione delle canzoni dell'album: "Se vi venisse chiesto di mettere insieme un album antologico di uno dei gruppi rock più produttivi di sempre, e aveste la produzione totale del gruppo da cui scegliere, scommetto che non vi verrebbe in mente niente che assomigli lontanamente a questo album. Non è che le selezioni ovvie non siano incluse, è che c'è così poco altro." Il critico musicale Stephen Thomas Erlewine descrisse così il disco nella sua recensione per il sito web Allmusic: "Non è un cattivo esempio degli ultimi anni dei Byrds, ma lo stesso Sweetheart of the Rodeo offre una migliore sintesi della direzione musicale che i Byrds hanno preso dopo il 1967."